# Jens Jensen
Jens Peter Jensen (Veksø, 15 novembre 1890 – Copenaghen, 16 novembre 1957) è stato un calciatore danese.